# Топурия, Тамаз Аркадьевич
Тама́з Арка́дьевич Топу́рия (род. 29 января 2002) — российский футболист, нападающий клуба «Машук-КМВ».

## Карьера
Воспитанник ростовского футбола. В связи со вспышкой коронавирусной инфекции в «Ростове» 19 июня 2020 года был заявлен на матч Премьер-лиги против «Сочи» (1:10), в котором вышел на поле в стартовом составе. В августе 2021 года арендован ростовским СКА. В июле 2022 года пополнил ряды клуба «Спартак-Нальчик». В 2024 году перешёл в «Машук-КМВ».

## Достижения
- Серебряный призёр 1-й группы Второй лиги: 2021/22